# Angela Gossow
Angela Nathalie Gossow (nacida el 5 de noviembre de 1974 en Colonia, Renania del Norte-Westfalia, Alemania) es una cantante alemana de death metal melódico conocida por haber sido la vocalista de la banda sueca Arch Enemy desde el año 2000 hasta marzo de 2014. Sus influencias principales son Rob Halford, Jeff Walker, David Vincent, Dave Mustaine, Chuck Billy, George "Corpsegrinder" Fisher y John Tardy.

## Biografía
Gossow se describe a sí misma como una persona ambivalente que ama lo extremo y quien gozó de una niñez salvaje y maravillosa con tres hermanos en el campo, hasta que decidió convertirse en una adolescente enojada que con tan sólo 16 años de edad logró, en sus propias palabras: «disgustar perfectamente a mis altamente cristianos padres».
En 1991 se incorporó a su primera banda de death metal: Asmodina. El matrimonio de sus padres al igual que su negocio se fue a la bancarrota. Poco después y con sólo 17 años de edad huyó de su casa. Debido a estos eventos y al alto nivel de alienación que vivía en la escuela, Angela comenzó a sufrir graves trastornos alimenticios como lo son la anorexia y bulimia. Malestares que ha superado por completo.
En 1997 Asmodina se desintegró y fundó su propia banda, Mistress. Fue entonces cuando empezó a escribir para una revista de música en línea que abarcaba el rock y el metal, lo que le dio la oportunidad de conocer en una entrevista a la banda Arch Enemy durante su gira Burning Bridges de 1999 en Bochum, Alemania. Gossow quien siempre estaba en busca de una oportunidad para su banda, aprovechó esta ocasión para darle un demo de Mistress a Christopher Amott. Los chicos de la banda quedaron sorprendidos al escuchar su voz, y Chris guardó el demo.
En el otoño de 2000, Arch Enemy estaba buscando un vocalista para reemplazar a Johan Liiva, por lo que preguntaron a Gossow si estaría interesada en audicionar para la banda, a lo que Angela contestó con un rotundo: «¡FUCK YES!» Unas semanas más tarde se encontraba en el estudio Fredman grabando su primera canción, Enemy Within, era noviembre de 2000 y Angela Gossow se convirtió en la nueva cantante de Arch Enemy, después de renunciar a su trabajo y sus estudios de economía.
Poco después, justo antes de su primera gira por Japón, perdió su voz por gritar sin la técnica adecuada, le diagnosticaron nódulos por lo que tuvo que tomarse un descanso de 6 meses y volver a aprender las técnicas de gritar, hablar y respirar.
Angela Gossow tocó el acordeón durante 6 años y la guitarra durante un par de años. Es zurda y vegana, debido en gran parte a su alergia a los lácteos. Amante de la lectura, películas, los arándanos, los anacardos, ensaladas, bagels y las «space cookies» (galletas con marihuana). Se proclama como no creyente y en contra de la religión organizada. Cree en el amor, en la responsabilidad y no cree en los hombres políticos, sin embargo, vota. Le asustan las pérdidas, la muerte, la guerra, el terror y el crimen, pero dice que no le asustan las arañas.
Gossow proporciona la voz para el personaje Lavona Succuboso en la serie de televisión animada Metalocalypse.
El 17 de marzo de 2014, se anunció que Gossow dejaría su puesto como vocalista de Arch Enemy para dedicarse a otros intereses y pasar más tiempo con su familia. Gossow recomendó a Alissa White-Gluz de la banda de metal canadiense The Agonist como su reemplazo, y seguirá siendo la representante comercial de la banda.
Además de gestionar Arch Enemy, Gossow también gestiona las bandas Spiritual Beggars, Amaranthe y Obscura. Gossow y Amaranthe dieron algunos pasos enormes desde entonces (Firmar con Nuclear Blast, The Great Tour con Sabaton y también ha colaborado con la banda en su canción "Do or Die" de su nuevo álbum Manifest, lanzado el 2 de octubre de 2020, y apareció en el video musical de la canción, convirtiéndola en la primera actuación musical de Gossow en 8 años).
Angela Gossow tiene dos hijos.

## Discografía

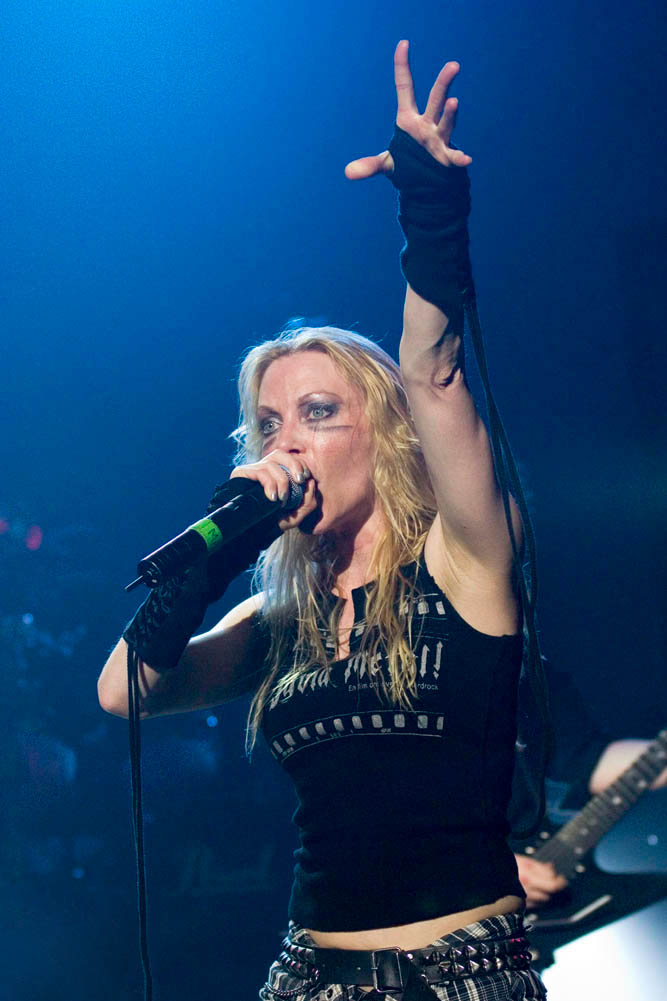
Angela Gossow, 2007

### Discografía con Arch Enemy
2001: Wages of Sin
2003: Anthems of Rebellion
2005: Doomsday Machine
2007: Rise Of The Tyrant
2009: The Root of All Evil
2011: Khaos Legions

### Colaboraciones
Angela ha colaborado musicalmente con las siguientes bandas:
| Banda          | Álbum                  | Canción                                                           | Año  |
| -------------- | ---------------------- | ----------------------------------------------------------------- | ---- |
| World Downfall | Beyond Salvation       | 1. Your Shadow Moves Faster Than Mine 2. Tribute to Jesse Pintado | 2006 |
| Astarte        | Demonized              | Black at Heart                                                    | 2007 |
| Annihilator    | Metal                  | Couple Suicide                                                    | 2007 |
| Rise           | Pentagramnation        | Opus Requiem                                                      | 2008 |
| Never          | Back to the Front      | 1. Painted Black 2. Questions Within                              | 2009 |
| Amaseffer      | Slaves for Live        | Midian                                                            | 2009 |
| Ayat           | Antiamerica Revolution | When children die                                                 | 2010 |
| Amaranthe      | TBA                    | Do or Die                                                         | 2020 |

### Discografía con Asmodina y Mistress
| Título de álbum                         | Fecha de lanzamiento | Banda    |
| --------------------------------------- | -------------------- | -------- |
| Your Hidden Fear                        | 1994                 | Asmodina |
| The Story of the True Human Personality | 1994                 | Asmodina |
| Promo                                   | 1996                 | Asmodina |
| Inferno                                 | 1997                 | Asmodina |
| Promo                                   | 1998                 | Mistress |
| Worship the Temptress                   | 1999                 | Mistress |
| Party in Hell                           | 2000                 | Mistress |

De acuerdo con su biografía oficial, Angela Gossow se unió a Asmodina en el año 1991, con quienes grabó cuatro demos sin mucho éxito, ya que la banda llegó a su fin en 1998. Es en ese mismo año en que forma Mistress, pero después de tan sólo tres años y tres demos en su haber, abandona la banda en el año 2000 para unirse a Arch Enemy.